# 硫化水素カリウム
硫化水素カリウム（りゅうかすいそカリウム、別名水硫化カリウム英: Potassium hydrosulfide）は化学式KHSで表される無機化合物。陽イオンであるカリウムイオンK+と陰イオンである硫化水素イオンSH−で構成され、過剰の硫化水素と水酸化カリウムとの反応により合成される。有機硫黄化合物の合成などに用いられる。
{\displaystyle {\ce {KOH\ + H2S -> KSH\ + H2O}}}
アルカリ金属と硫化水素イオンにより構成される化合物は、硫化水素イオンの非対称性により複雑な構造を示すが、高温では塩化ナトリウム型構造と類似の構造となる。
水溶液は加水分解によりアルカリ性を示し、硫黄を溶解してポリ硫化物を生成する。
{\displaystyle {\ce {2KSH\ +{\mathit {n}}\ S->{K2S_{{\mathit {n}}{+}1}}+H2S}}}